# Лондонская центральная средняя школа
Лондонская Центральная Средняя Школа (англ. London Central Secondary School) — старейшая школа провинции Онтарио, Канада. Располагается в канадском городе Лондон, в самом центре на пересечении улиц Dufferin и Waterloo. Школа насчитывает около 1000 учеников, обучающихся с 9 по 12 класс. Символом школы является «Золотой призрак».
Школа берёт начало с начальной школы, которая располагалась здесь в период с 1826 по 1926 год. В 1865 году была построена новая школа. К тому моменту начальная школа уже была не в состоянии вместить всех желающих. К 1890 году Лондонская Центральная Средняя Школа окончательно отделилась от начальной школы и стала самостоятельным учебным заведением.

## Известные выпускники
- Карен Болдуин — Мисс Вселенная (1982)
- Мюррей Барр — профессор физики, исследователь в области медицины
- The Essentials — канадская группа (а cappella)
- Виктор Гарбер — актёр (известен ролью Томаса Эндрюса в «Титанике» Джеймса Кэмерона)
- Наталья Глебова — Мисс Вселенная (2005)
- Дженни Джонс — телеведущий
- Эдгар Сидни-мл. — сенатор
- Люк МакФарлейн — актёр (известен ролью Скотти Уэанделла в сериале «Братья и сёстры».)
- Дэвид Петерсон — двенадцатый Премьер-министр Онтарио
- Джон Робертс — семнадцатый Премьер-министр Онтарио
- Shad — рэпер
- Дэвид Такаёси Судзуки — генетик, активист экологического движения
- Джонатан Векслер — актёр
- Роган Кристофер — актёр